# Jakob von Mandelée
Jakob von Mandelée (lat. Jacobum de Amygdala, frz. Jaques de Mandelée; * um 1200/1210; † nach 1244) war ein Ritter im Königreich Jerusalem.
Er war der Sohn des italo-normannischen Ritters Wilhelm von Mandelée aus Amigdalà in Kalabrien und dessen Gattin Agnes von Courtenay, der Tochter des Joscelin III. von Edessa.
1226 und 1244 ist er im Königreich Jerusalem in Urkunden des Deutschen Ordens urkundlich bezeugt. Nachdem aus dem Besitz seiner Tante Beatrix von Courtenay die ehemalige Seigneurie de Joscelin, einst in Händen seines Großvaters, mit ihren elf Orten mit Zustimmung seines Vaters Wilhelms dem Deutschen Orden verkauft worden war, beanspruchte Jakob einen Anteil an Joscelins Nachlass. Er focht den Kauf an und der Deutsche Orden zahlte ihn schließlich 1228 aus.
Er war zweimal verheiratet, in erster Ehe mit einer Frau „de Puille“, in zweiter Ehe ab ca. 1239 mit Alice von Caesarea, einer Tochter des Walter III. von Caesarea.
Aus seiner ersten Ehe hatte er einen Sohn:
- Wilhelm von Mandelée, Herr von Scandaleon, ⚭ Agnes von Scandaleon.

Aus seiner zweiten Ehe hatte er eine Tochter:
- Isabella von Mandelée, ⚭ Theobald von Bethsan († 1289), Sohn des Guermond II., Herr von Bethsan.